# Hipótese da luz cansada
Luz cansada é uma classe de mecanismos hipotéticos de desvios para o vermelho que foi proposto como uma explicação alternativa para a relação entre o desvio para o vermelho e a distância. Estes modelos foram propostos como alternativas aos modelos que requerem expansão métrica do espaço, dos quais o Big Bang e as cosmologias do estado estacionário são os exemplos mais famosos. O conceito foi proposto pela primeira vez em 1929 por Fritz Zwicky, que sugeriu que se fótons perderam energia ao longo do tempo através de colisões com outras partículas de forma regular, os objetos mais distantes pareceriam mais vermelhos do que os mais próximos. O próprio Zwicky reconheceu que qualquer tipo de dispersão de luz borraria as imagens de objetos distantes mais do que o que se vê. Além disso, observou-se o brilho superficial de galáxias que evoluem com o tempo, a dilatação temporal de fontes cosmológicas e um espectro térmico da radiação cósmica de fundo - estes efeitos não deveriam estar presentes se o deslocamento cosmológico do vermelho fosse devido a qualquer mecanismo de dispersão de luz cansada. Apesar do reexame periódico do conceito, a luz cansada não foi apoiada por testes observacionais e tem sido recentemente considerada apenas nas margens da astrofísica.
Jean-Claude Pecker foi um dos defensores da hipótese da luz cansada.